# ×純文学少女歌劇団
×純文学少女歌劇団（ふじゅんぶんがくしょうじょかげきだん、英: THE FUJUNBUNGAKU GIRL'S MUSICAL REVUE）は、日本のミュージカル&音楽グループ。株式会社TWIN PLANET/株式会社講談社が企画・運営を務め、株式会社S-SIZEが舞台制作を行う。

## 概要
東京都池袋を拠点に、前半は伏線が全編に散りばめられたミステリーストーリーのミュージカル、後半を音楽ライブ「BLACK PARADE」で構成されたステージを行う。また音楽グループとして単独のライブステージも行う。メンバーはゴシック風の衣装やメイクを施し、おとぎ話の主人公などに因んだ設定や役名で歌劇団の活動を行う。
『国が望む可憐で清楚な少女を育むステラマリーナ女学園。図書室から少女文学以外の図書が盗まれる事件や、生徒会長候補の少女失踪事件をきっかけに、清廉で純潔な女性であることを求める国や学園や家族などに抑圧された不純な本音や真実を芝居として表現する場として歌劇団を結成した』という設定。
メンバーは物語上の個々の大きな秘密を、互いに明らかにせず隠し持っている。
2022年、オーディションで選ばれた3名と元ラストアイドルメンバー7名によって結成。
8月11日に結成と旗揚げ公演を発表。2022年9月にFile No.0000『フェアリーテールは盗まれた』公演、2023年5月にFile No.0001『マエストロに背を向けろ』公演を行った。
2024年6月21〜26日にFile No.0002『パラノイドには騙されない』を公演。
2024年10月11日、11月30日にTheater MixaでのBLACK PARADEをもって解散することが発表された。11月30日、Theater MixaでのBLACK PARADEをもって解散。

## メンバー

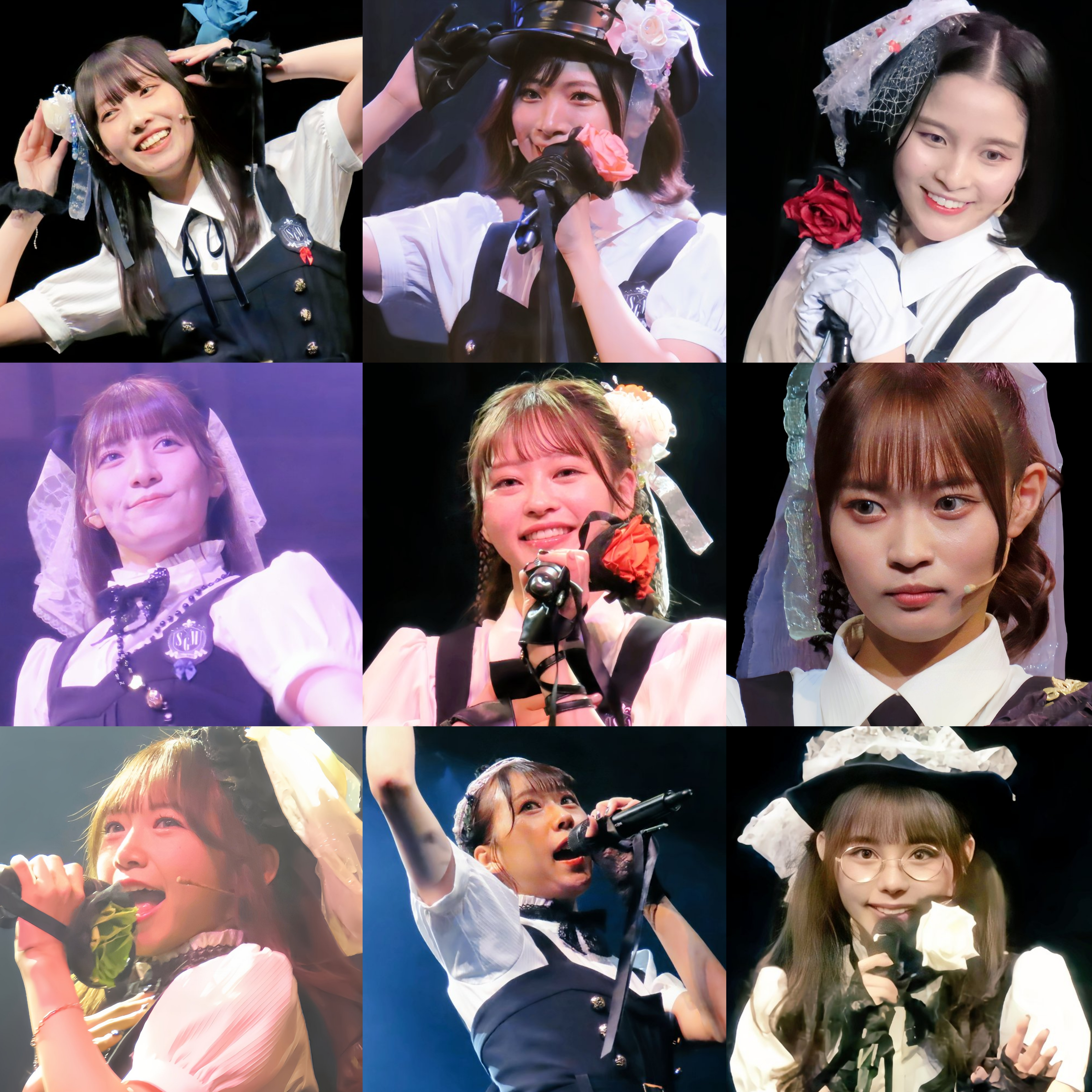
×純文学少女歌劇団のメンバー。左上から右の順に、迷宮アリス、桃園モモ、白雪リンゴ、胡桃沢セイラ、赤家野アン、若草式ジョー、若草式ベス、傘飛空メリー、栗捨アガサ

- 迷宮アリス - 山本愛梨　　　   担当カラー・ターコイズ。

英語表記はMayoimiya Arisu。2年花組。図書室に迷い込んだウサギを探すことを名目に、家に帰らず図書室に寝泊まりする。針の止まった時計を持ち歩く。「×純文学少女歌劇団」の結成者。File0001から、名前を両親の離婚で有栖川から母親の旧姓の迷宮に改める。Fileナンバー0001でドロシーを誘拐し図書室の地下に匿っていると告げる。。
- 桃園モモ - 高橋みのり　　　   薄ピンク

Momozono Momo。2年星組。学園に転校してきた少女。大きなキャップを被る。学園の歪んだ校則に呆れ全てを監視するような素振りを見せる。時間を無駄にすることを嫌い時間銀行の設立を宣言する。3年生ドロシーの行方不明に強い関心を持っている。外部の何者かと連絡をとり白雪リンゴをドロシー殺害容疑で確保すると伝える。
- 白雪リンゴ - わだこなつ　　   赤

Sirayuki Ringo。1年雪組。7人の小人（使用人）と暮らす少女。友人と呼ぶ小鳥と話したり運命の王子様が迎えに来ることを願う夢見がちな少女。けれどそれは縛られた姿で時折ダークな性格をのぞかせる。特定の人物を睨むような視線を送っている。
- 胡桃沢セイラ - 奥村優希　　   青紫

Kurumizawa Seira。3年雪組。ほうきを持ち十字架模様のロングスカート姿。悲劇的で可憐な少女を演じ人の注目を集めようとする図書委員。コミカルな姿を多く見せるが、素の性格では乱暴な言動が目立つ。アンとはドロシーが失踪した後、慰める役割として親友になる。嵐の日、毒薬を運ぶメリーを目撃する。ドロシーが消えてほしいと願っていた。
- 赤家野アン - 橘二葉　　　　   オレンジ

Akageno An。3年花組。2つに結んだおさげ髪とショートパンツ姿が特徴の活発で荒々しい言葉を使う図書委員。花とグロい内臓の詰まったと言ったイチジクパイをつめたこんだバスケットと、弓矢をよく持ち歩いている。行方不明のドロシーの親友だった。×純文学少女歌劇団の脚本をよく書いている。ドロシーの安否を心配して物思いにふけることが度々ある。
- 若草式ジョー - 倉持聖菜　　   緑

Wakakusashiki Jo。3年月組。若草式姉妹の次女。図書委員。生徒会長の候補者だった。男装を思わせる格好で凛々しさを持つ佇まいだが、姉と妹たちの板挟みや若草式姉妹として演じる個性と女性としての本心の間で苦悩している。File No.0001ではメグに屋敷に閉じ込められ欠席。あだ名はパン粉。×純文学少女歌劇団のリーダー(舞台上は団長)
- 若草式ベス - 畑美紗起　　　   黄緑

Wakakusashiki Besu。2年月組。次期生徒会長候補の若草式姉妹の三女。病弱でよく咳き込んでいる。しかしそれは注目を集めようとする演技で実際は元気な夏女と言っている。ジョーを他の姉妹と一緒に軽んじる行動をとる。長女メグの手引でエイミーとともに歌劇団に加入する。メグが次期生徒会長と望む一方で、本人は堕落していくメグに魅了され、生徒会長候補から外すようにアガサにお願いしている。
- 傘飛空メリー - 髙橋美海　　   赤紫

Kasatobisora Mery。3年星組。学年トップの成績で教師たちからも評価の高い図書委員長。傘のポリーで空を飛ぶと言っていたがただの日傘と早々に明かす。生徒会長のアガサの補佐的役割を担っている。家庭教師のアルバイトをしている。故郷の幼馴染と結ばれる事を望んでおり、生徒会長候補をアガサに譲るようマリアに頼み、嵐の日に引き換えにある人物から毒薬を受け取りメグへ届けるよう頼まれていた。
- 栗捨アガサ - 大森莉緒　　　   白

Kurisute Agasa。3年星組。現在の生徒会長。眼鏡と山高帽をつけた高圧的な姿勢の少女。ミステリーと他人の不幸話が好き。図書紛失事件にワクワクを抑えきれずにいる。「×純文学少女歌劇団」にはメンバーの監視の名目で加入する。×純文学少女歌劇団のキャプテン。

### 旧メンバー
- 若草式エイミー - 大場結女　   黄色

Wakakusashiki Aimy。1年月組。若草式姉妹の四女。十字架の模様の入った眼帯と2つに高く結んだ髪が特徴。奔放で乱暴な行動や言動が多い。ベスと二人、長女メグへの報告役であることを匂わせている。孤独であることを怖れ、愛されたい願望が強い。眼帯に謎の人物から渡された鍵を隠していて、Fileナンバー0001のラストで図書室の隠し扉をその鍵で開け中へ入っていく。

### 物語の用語とメンバー以外の舞台登場人物
- ステラマリーナ女学園

可憐で清楚な少女たちが通う学園。
高等部の生徒会長になった者には女性として永遠の幸せが訪れると言われ、その座を掴むため生徒たちは日々躍起になっていた。かつては海沿いにあったが、現在の校舎は昔の王宮が使われており図書室の本は100年以上前のお古。
- ステラマリーナ生徒会長

就任できれば幸福な人生を迎えられると言われる役職。しかし実態は貴族の花嫁として望まない相手との結婚させられる立場になるため就任を拒む生徒も多い。
- 新国王

連日のように何度も新国王即位の祝賀が行われている。
- 若草式メグ - 藤本結衣

ステラマリーナ女学園の大学部へ主席で入学した高等部前生徒会長。若草式姉妹の長女で独裁主義的な人物。三女四女には甘いが次女ジョーに対しては厳しい扱いをする。自分の自由にならない人生に失望し、夜の街で享楽的で堕落した日々を過ごしている。
- 四ツ印マリア　- 汐月しゅう

ステラマリーナ女学園の音楽教師。厳格で落ち着いた性格の教師だが、キレると言動行動ともに荒々しくなりクラシックの音楽家の肖像画を見せるまで止まらなくなる。悪食家でSNSでは絵文字だらけの文章を書く。
迷宮アリスの父親と恋人関係だと告げる。生徒会長候補を降りたいメリーに交換条件として毒薬を運ぶお使いを頼む。
- 虹巻ドロシー - 涼雅

明るく多くの人から人気のある生徒会長候補だった少女。2つに結んだおさげ髪が特徴。クリスマスシーズンの嵐の夜に行方不明になっていた。
- 白雪ミロワール - 藤岡沙也香

白雪リンゴの義母。
- 文通ジュディ - 立道梨緒奈

桃園モモの上司。
- ヨハンナ、マルティナ - 籾山ひめり 相澤瑠香 間島和奏 西村歩乃果 篠原望 長月翠 (ヨハンナ)、松本ももな (マルティナ)

マリアの生徒の音楽部の1年生。Fileナンバー0001の公演ごとにゲストが演じる。

## ステージ楽曲

### ライブパート 『BLACK PARADE』 曲目
| タイトル                   | 歌唱 | 作詞                 | 作曲       | 配信開始日    | MV製作                         |
| -------------------------- | ---- | -------------------- | ---------- | ------------- | ------------------------------ |
| おとぎ話シンドローム       | 全員 | 塚田リョーヤ         | 豊住サトシ | 2023年2月10日 |                                |
| ファム・ファタール         | 全員 | 井口イチロウ         | 松隈ケンタ | 同上          |                                |
| DESTINY                    | 全員 | JxSxK                | 松隈ケンタ | 同上          |                                |
| ゴシック・アンド・ロリータ | 全員 | 永井葉子             | 松隈ケンタ | 同上          |                                |
| 道化師たちのロンド         | 全員 | 松隈ケンタ           | 松隈ケンタ | 同上          |                                |
| 黒い蝶                     | 全員 | 孤高のぴゅーひょろろ | YUNOSY     | 同上          |                                |
| グレーテルパレード         | 全員 | 月蝕會議             | 月蝕會議   | 2023年4月29日 | ピンクじゃなくても(野江早杷子) |
| 嘘嘘嘘（Lie Lie Lie）      | 全員 | 月蝕會議             | 月蝕會議   | 2024年2月29日 |                                |
| カレイドスコープ           | 全員 | 月蝕會議             | 月蝕會議   | 2024年5月31日 |                                |

### ミュージカルパート 曲目

#### File No.0000『フェアリーテイルは盗まれた』公演
| タイトル               | 歌唱メンバー                                                                                  |
| ---------------------- | --------------------------------------------------------------------------------------------- |
| 不純文学讃歌           | 全員                                                                                          |
| ミステリーのはじまり   | 栗捨アガサ                                                                                    |
| The Fairy Girl is Over | 全員                                                                                          |
| ピュアストーリー       | 有栖川アリス 桃園モモ 白雪リンゴ                                                              |
| 若草式賛美             | 若草式ジョー 若草式ベス 若草式エイミー                                                        |
| Real Intention         | 胡桃沢セイラ 赤家野アン 若草式ジョー                                                          |
| ヒロインを突き放せ     | 有栖川アリス 桃園モモ 白雪リンゴ 胡桃沢セイラ 赤家野アン 若草式ジョー 傘飛空メリー 栗捨アガサ |

#### File No.0001『マエストロには背を向けろ』公演
| タイトル               | 歌唱メンバー                                                                                  |
| ---------------------- | --------------------------------------------------------------------------------------------- |
| 神よ護りたまえ         | 桃園モモ 白雪リンゴ 胡桃沢セイラ 赤家野アン 若草式ベス 若草式エイミー 傘飛空メリー 栗捨アガサ |
| 不純文学讃歌           | メンバー全員                                                                                  |
| メープルシロップ       | 迷宮アリス 傘飛空メリー 栗捨アガサ                                                            |
| ミステリーのはじまり   | 若草式メグ                                                                                    |
| Reject                 | 若草式ベス（コーラス 桃園モモ 赤家野アン）                                                    |
| 革命マーチ             | 桃園モモ 赤家野アン                                                                           |
| 長夜唱歌               | 若草式メグ 四ツ印マリア                                                                       |
| CLOUDY GIRL            | 赤家野アン 栗捨アガサ 若草式メグ (男性役 髙橋美海 汐月しゅう 高橋みのり）                     |
| ヒロインを突き放せ     | メンバー全員                                                                                  |
| The Fairy Girl is Over | メンバー全員                                                                                  |

#### File No.0002『パラノイドには騙されない』公演
| タイトル                | 歌唱メンバー |
| ----------------------- | --- |
| Dance with me           | 赤家野アン 虹巻ドロシー                                                                                             |
| 不純文学讃歌            | メンバー全員 |
| Dear Dorothy            | 赤家野アン 若草式ジョー 傘飛空メリー 栗捨アガサ 胡桃沢セイラ （ダンス 桃園モモ）                                    |
| Snow storm              | 白雪ミロワール |
| 愛の面影                | 胡桃沢セイラ |
| 革命マーチ バラードver. | 赤家野アン |
| 闇色ハザード            | 文通ジュディ 虹巻ドロシー 迷宮アリス 桃園モモ 白雪リンゴ 胡桃沢セイラ 若草式ジョー 若草式ベス                       |
| 闇色ハザード ソロver.   | 虹巻ドロシー |
| Flightless bird         | 迷宮アリス 桃園モモ 若草式ジョー 若草式ベス 白雪リンゴ 栗捨アガサ 傘飛空メリー 赤家野アン 胡桃沢セイラ 虹巻ドロシー |

## 年譜
2022年
- 8月11日 - 公式ホームページ、公式Twitter開設。グループの結成とメンバー発表、File No.0000『フェアリーテイルは盗まれた』公演の開催を告知。
- 9月5日 - 9月11日 - 東京都池袋『Theater Mixa』にて、File No.0000『フェアリーテイルは盗まれた』公演[8]。当初の予定では9月2日からだったが、メンバーのコロナウイルス感染の影響で日程は短縮[9][10]。
- 10月29日 - タイで開催されたThailand Comic Con2022のメインステージでライブ「BLACK PARADE」を開催。
- 10月30日 - タイにて、LAST IDOL Thailandとの合同ライブを開催。
- 11月1日 - タイのTV 3 See News出演（Bangkok Entertainment Co., Ltd. Ch 33HD）
- 11月25日 - 東京コミコン2022 メインステージでのライブ開催[11]。
- 12月3日 - タイのTV番組　3 For You出演（Bangkok Entertainment Co., Ltd. Ch 33HD）[12]

2023年
- 1月30日 - File No.0001公演開催と東京都池袋のライブエンタテイメントビル『Mixalive TOKYO』公式アンバサダー就任を発表[13]。
- 2月10日 - File No.0000『フェアリーテイルは盗まれた』BLACK PARADE楽曲のEP配信開始[14]。
- 2月27日 - 品川インターシティホール アイドル V×R フェス 出演。
- 2月28日 - KT Zepp Yokohamaでdot yell fes 2周年SPに出演。
- 3月5日 - 渋谷Spotify O-EAST MARQUEE祭vol.128に出演。
- 3月12日 - 渋谷duo MUSIC EXCHANGE IDORISE!! FESTIVAL 2023 出演。
- 3月20日 - 渋谷 Spotify O-EAST Appare!主催『ゼッタイ春っ!!!』に出演。
- 4月28日 - 『グレーテルパレード』MV公開。翌日29日よりEP配信開始。
- 5月3日 - 5月7日 - 東京都池袋『Theater Mixa』にて、File No.0001【マエストロには背を向けよ】公演[15]。
- 6月30日 - 公式アンバサダーを務めるMixalive TOKYOから『第0回 #ミクサ情報局！企画プレゼン会議』を生配信。メンバー提案企画を織り交ぜた公開生配信番組の開始と、ロサンゼルスで行われるAnime Expo2023でライブとミュージカルの映像が流されることが告知される。
- 7月17日 - 山中湖交流プラザきらら SPARK 2023 in YAMANAKAKO 出演。
- 7月19日 - Hall Mixa  #ミクサ情報局！第1回。
- 7月29日 - 六本木ヒルズアリーナ 六本木アイドルフェスティバル2023 出演[16]。
- 8月14日 - KT Zepp Yokohama dot yell fes SUMMER SP 2023 出演。
- 8月15日 - Hall Mixa #ミクサ情報局！第2回。
- 8月17日 - duo MUSIC EXCHANGE NEO KASSEN 2023 出演。
- 8月26日 - 横浜アリーナ @JAM EXPO 2023 supported by UP-T 出演。
- 8月31日 - duo MUSIC EXCHANGE　エンドレスサマー2023 出演。
- 9月15日 - Hall Mixa #ミクサ情報局！第3回。
- 11月18日 - 山野ホール HYPE IDOL！Vol.41 出演。
- 12月5日 - ヒューリックホール東京 dot yell fes WINTER SP 出演。
- 12月26日 - Hall Mixa #ミクサ情報局！第4回。
- 12月30日 - Zepp DiverCity アイドルジェネレーション 出演。

2024年
- 1月6日 - EXシアター六本木【ニューイヤーだよ！六本木アイドルフェスティバル】出演。
- 1月7日 - 豊洲PIT【HYPE IDOL! New Year SP】出演。
- 1月17日 - Hall Mixa #ミクサ情報局！第5回。
- 1月29日 - Spotify O-EAST 【JAPAN IDOL SUPER LIVE 2024】 NEW YEAR FESTIVl編 出演。
- 2月6日 - Club Mixa 単独イベント【SECRET TALK PARTY】開催。ライブ「BLACK PARADE」で新曲『嘘嘘嘘（ライライライ）』を初披露。
- 2月14日 - Hall Mixa #ミクサ情報局！第6回。
- 2月18日 - 山野ホール【【HYPE IDOL！バレンタイン SP】出演。
- 2月29日 - 嘘嘘嘘（Lie Lie Lie）EP配信開始。
- 3月10日 - 渋谷8会場【IDORISE!! FESTIVAL 2024】出演
- 3月14日 - Zepp DiverCity 【TOKYO GIRLS GIRLS】 出演。
- 3月15日 - Club Mixa にて【BLACK PARADE in March】開催。
- 3月19日 - Hall Mixa #ミクサ情報局！第7回。
- 3月23日 - サクラタウンジャパンパビリオンホールA Rocket Fes with ラーメンWalkerキッチン IDOL Live出演。
- 4月23日 - Hall Mixa #ミクサ情報局！第8回。
- 4月29日 - Club Mixa 【BLACK PARADE in April】2公演開催。
- 5月10日 - 新曲「カレイドスコープ」を5月31日に配信リリースを発表。また、ドラマ『過保護な若旦那様の甘やかし婚』のオープニングテーマに採用される。同ドラマには倉持聖菜も出演する[17]。
- 5月10日 - Hall Mixa #ミクサ情報局！第9回。
- 5月25日 - ところざわサクラタウン ラーメンWalkerキッチン 吉祥寺武蔵家 高橋みのり1日店長
- 6月21日〜26日 - Theater Mixa File No.0002【パラノイドには騙されない】の上演を予定[18]。
- 7月5日 - フジテレビ オールナイトフジコ出演。
- 7月11日 - Hall Mixa #ミクサ情報局！第10回
- 7月15日 - 川崎市東扇島東公園 SPARK2024 in KAWASAKI 出演。
- 7月17日 - 白金高輪SELENE b2  dot yell fes PREMIUM vol.9 出演。
- 7月27日 - 六本木ヒルズアリーナ 六本木アイドルフェスティバル2024 出演。
- 8月2日、8月4日 - TOKYO IDOL FESTIVAL 2024 出演[19]。
- 8月11日 - お台場R地区 IDOL SUMMER JUNGLE 出演。
- 9月15日 - 横浜アリーナ @JAM EXPO 2024 supported by UP-T 出演。

## 配信番組

### ミクサ情報局
Mixalive TOKYOの公式アンバサダ―である「x純文学少女歌劇団」のメンバーから、毎回3名がMixalive TOKYOの魅力をお伝えする情報番組！(公式サイトより)
Mixalive TOKYOで開催されるイベントなどを紹介する「ミクサインフォメーション」コーナーの後、人狼ゲーム・クイズ・お絵描き・人生相談など、各回ごとに異なる企画コーナーがある。
不定期に平日20時から、Mixalive TOKYO B2F Hall Mixaにて開催され、現地観覧(要予約)・オンライン配信・アーカイブ配信にて無料で視聴できる。
なお、メンバーは劇中の役ではなく各個人として私服にて出演している。
X（旧Twitter）のハッシュタグは、「#ミクサ情報局」。
| 回数 | 日付           | タイトル                                                                                          | 出演者                                                                                             | 備考                                                     |
| ---- | -------------- | ------------------------------------------------------------------------------------------------- | -------------------------------------------------------------------------------------------------- | -------------------------------------------------------- |
| 0    | 2023年6月30日  | 企画プレゼン会議                                                                                  | 山本愛梨、高橋みのり、わだこなつ、奥村優希、倉持聖菜、畑美紗起、髙橋美海、大森莉緒                 |                                                          |
| 1    | 2023年7月19日  | 恋！歌！麺？な水曜日                                                                              | 山本愛梨、高橋みのり、奥村優希                                                                     |                                                          |
| 2    | 2023年8月15日  | てんねん３にんぐみ！じょうずに「えむしー」できるかな？                                            | 橘二葉、畑美紗起、髙橋美海                                                                         |                                                          |
| 3    | 2023年9月15日  | 池袋ボケナシ娘～スタッフは面白い番組を作れるのか～                                                | わだこなつ、倉持聖菜、大森莉緒                                                                     |                                                          |
| 4    | 2023年12月26日 | 2023年忘年会！～終わり良ければ全て良しSP～                                                        | 橘二葉、髙橋美海、大森莉緒                                                                         | この回から「ミクサ情報局2nd」となった                    |
| 5    | 2024年1月23日  | 2024年 初ミクサ！辰年さ！脱ぬるさ！？                                                             | 山本愛梨、わだこなつ、畑美紗起、マサキ                                                             | この回から、さくらだモンスターのマサキがサブMCとして参画 |
| 6    | 2024年2月14日  | 想いよ届け!! ミクサで不純なバレンタインSP                                                         | 高橋みのり、奥村優希、倉持聖菜、マサキ                                                             |                                                          |
| 7    | 2024年3月19日  | あざとい担当?花より談笑SP                                                                         | 橘二葉、畑美紗起、大森莉緒、マサキ                                                                 |                                                          |
| 8    | 2024年4月23日  | 春の草！爆笑で揺れるミクサかな？                                                                  | 山本愛梨、倉持聖菜、髙橋美海、マサキ                                                               |                                                          |
| 9    | 2024年5月10日  | 五月病を吹き飛ばせ！ミクサへGo！Go！Go！                                                          | 高橋みのり、わだこなつ、奥村優希、マサキ                                                           |                                                          |
| 10   | 2024年7月11日  | フィナーレだから全員集めたけど ステージは大渋滞で企画も盛り盛りだし 2時間にしたけど足りないかもSP | 山本愛梨、高橋みのり、わだこなつ、奥村優希、橘二葉、倉持聖菜、畑美紗起、髙橋美海、大森莉緒、マサキ | 19時スタート、2ndのファイナル、マサキがメインMCに昇格    |

### 登場人物Twitter
- 栗捨アガサ (@fujunbg_Agasa) - X（旧Twitter）
- 若草式エイミー (@fujunbg_Amy) - X（旧Twitter）
- 赤家野アン (@fujunbg_An) - X（旧Twitter）
- 迷宮アリス (@fujunbg_Arisu) - X（旧Twitter）
- 若草式ベス (@fujunbg_Besu) - X（旧Twitter）
- 虹巻ドロシー (@fujunbg_dorothy) - X（旧Twitter）
- 若草式ジョー (@fujunbg_Joh) - X（旧Twitter）
- 文通ジュディ (@fujunbg_judy) - X（旧Twitter）
- 四ツ印マリア (@fujunbg_Maria) - X（旧Twitter）
- 若草式メグ (@fujunbg_Meg) - X（旧Twitter）
- 傘飛空メリー (@fujunbg_Merry) - X（旧Twitter）
- 白雪ミロワール (@fujunbg_mioroir) - X（旧Twitter）
- 桃園モモ (@fujunbg_Momo) - X（旧Twitter）
- 白雪リンゴ (@fujunbg_Ringo) - X（旧Twitter）
- 胡桃沢セイラ (@fujunbg_Seira) - X（旧Twitter）